# Tsuka

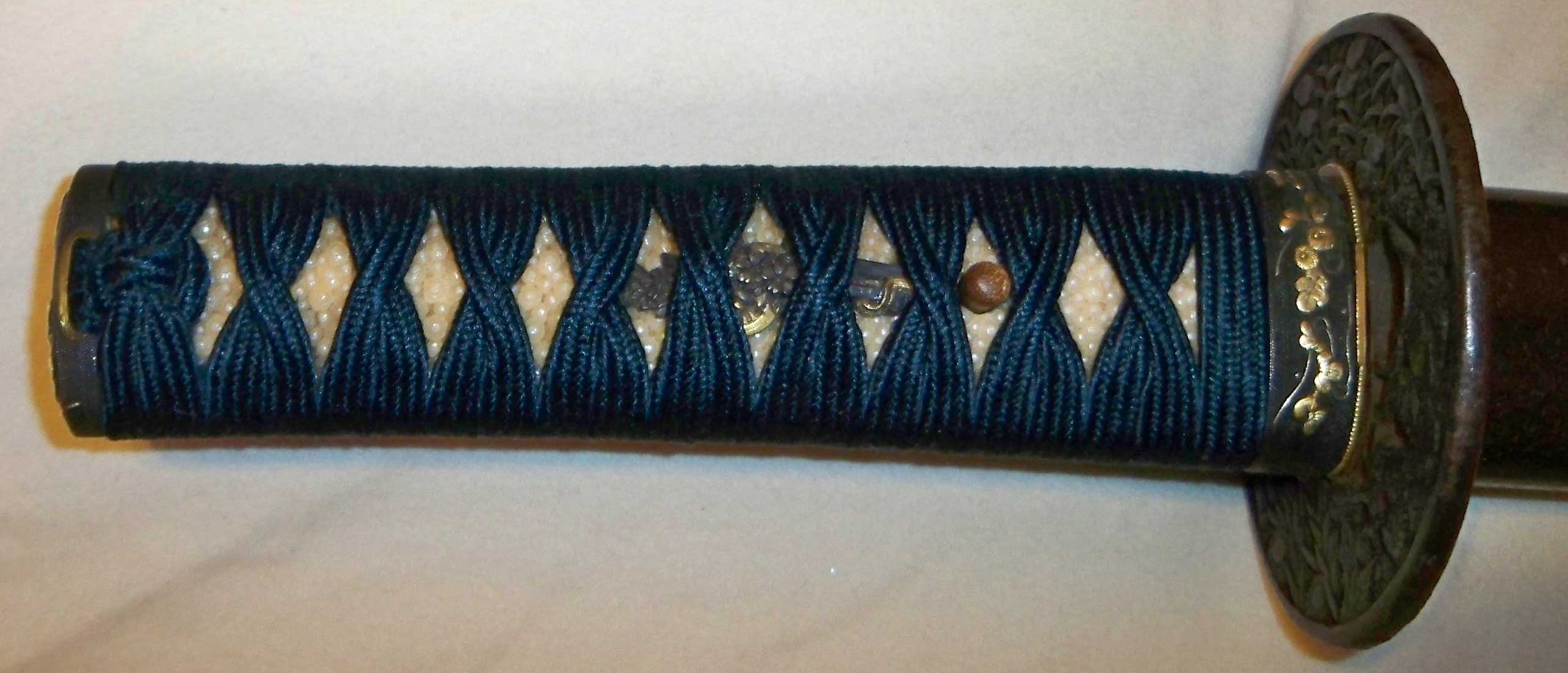
Photographie d'une tsuka.

La tsuka (柄) est la poignée des armes blanches japonaises : katana, tachi, wakisashi, saï et tanto.
Elle est faite de 2 demi-coques de bois de magnolia, collées à la colle de riz, entourant le nakago (la soie de la lame), recouvertes de peau de requin ou de raie (respectivement same-hada et same-kawa) et liées par un cordon de coton, de soie ou de cuir tressé.
Il existe de nombreux types de tressage différents. Le blocage du nakago de la lame est assuré par une cheville en bambou, le mekugi, le jeu contre le tsuba est assuré par un ou plusieurs seppa (petites pièces ajourées découpées dans une feuille de cuivre ou de laiton).

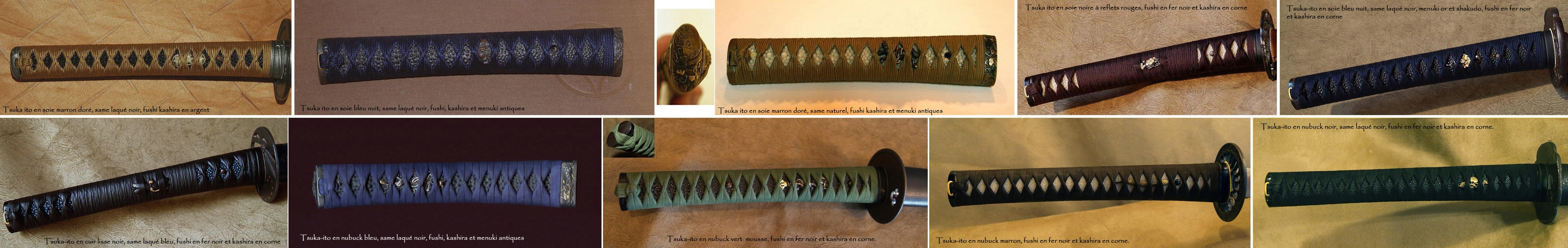
Tsukas avec maki-ito de guerre (4° à/c de la gauche en haut et 1° à/c de la gauche en bas) et de paix par Michael Sabatier, forgeron.